# HMS Onslaught (G04)
HMS Onslaught (G04/D04) là một tàu khu trục lớp O của Hải quân Hoàng gia Anh Quốc, được chế tạo trong Chương trình Khẩn cấp trong Chiến tranh Thế giới thứ hai. Nguyên được đặt tên HMS Pathfinder, nó được đổi tên đang khi được chế tạo, và đưa vào hoạt động năm 1941. Sống sót qua cuộc xung đột, nó được chuyển giao cho Pakistan năm 1951, tiếp tục phục vụ cùng Hải quân Pakistan như là chiếc Tughril, được cải biến thành một tàu frigate nhanh chống tàu ngầm Kiểu 16 năm 1957; ngừng hoạt động năm 1975 và bị tháo dỡ năm 1977.

## Thiết kế và chế tạo
Onslaught được đặt hàng trong Chương trình Khẩn cấp Chiến tranh cho hãng Fairfield Shipbuilding and Engineering Company tại Govan, Scotland vào ngày 3 tháng 9 năm 1939. Con tàu được đặt lườn vào ngày 14 tháng 1 năm 1941 và hạ thủy vào ngày 9 tháng 10 năm 1941. Con tàu được cộng đồng dân cư Isle of Wight đỡ đầu trong khuôn khổ chiến dịch vận động gây quỹ Tuần lễ Tàu chiến năm 1942. Nó nhập biên chế cùng Hải quân Hoàng gia vào ngày 19 tháng 6 năm 1942.

## Lịch sử hoạt động

### Chiến tranh Thế giới thứ hai
Sau khi nhập biên chế, Onslaught được phân về Chi hạm đội Khu trục 17 trong thành phần Hạm đội Nhà, và tham gia hoạt động hộ tống vận tải trong suốt cuộc chiến tranh, bao gồm các Đoàn tàu Vận tải Bắc Cực, và tham gia Trận Đại Tây Dương. Nó cũng tham gia nhiệm vụ tuần tra trong eo biển Manche vào lúc diễn ra cuộc Đổ bộ Normandy năm 1944.

### Sau chiến tranh
Onslaught tiếp tục nằm trong biên chế sau ngày chiến thắng, và đến tháng 9 năm 1945 được bố trí nhiệm vụ huấn luyện tại Trường Tác xạ Portsmouth HMS Excellent. Đến tháng 12, nó được biệt phái để tham gia Chiến dịch Deadlight, hoạt động phá hủy các tàu ngầm U-boat Đức Quốc xã đã đầu hàng tại Khu vực Tiếp cận Tây Bắc. Từ năm 1946 đến năm 1949, nó được sử dụng như một tàu mục tiêu huấn luyện tàu ngầm tại Clyde. Nó được cho ngừng hoạt động vào đầu năm 1950 và đưa vào danh sách loại bỏ; tuy nhiên, nó lại được chuyển giao cho Hải quân Pakistan vào ngày 3 tháng 3 năm 1951 và được đổi thành Tugril.

### Phục vụ cùng Hải quân Pakistan
Vào năm 1957, con tàu được cải biến thành một tàu frigate nhanh chống tàu ngầm Kiểu 16 tại Liverpool, và tiếp tục trong danh sách hoạt động cho đến năm 1975. Ký hiệu lườn của nó được đổi từ F204 sang F261 năm 1963. Con tàu bị tháo dỡ năm 1977.